# Seitensuche
Die Seitensuche ist eine interne Suchmaschine auf Internetseiten, welche dem Besucher das Auffinden einer Information (eines Artikels) vereinfachen soll.

## Vorgehensweise
Der Suchende gibt in einem Formularfeld seinen gewünschten Suchbegriff ein und die seiteninterne Suchmaschine zeigt dem Nutzer die Ergebnisse in einer Liste an. Die Darstellung der Suchergebnisse kann unterschiedlich aussehen. Die meistgewählte Formatierung beinhaltet folgende Elemente:
- Titel bzw. Überschrift,
- Textausschnitt mit hervorgehobenen Suchbegriff(en),
- Link zu dem Artikel.

## Indizierte datenbankbasierte Suche
Alle textbasierten Inhalte werden in einer Datenbank indiziert. Grundlage dafür ist ein Content-Management-System (CMS) oder ein Skript (z. B. PHP oder ASP), welches die Textinhalte in einer Datenbank speichert und den jeweiligen Seiten zuordnet, also indiziert. Alle irrelevanten Wörter (z. B. und, oder, als, auch) werden in einer sogenannten „Blacklist“ geführt und bei der Indizierung ausgeschlossen. Bei der Suchanfrage wird eine Datenbankabfrage mittels „SELECT * FROM Tabellenname Suche WHERE LIKE („%Suchbegriff%“)“ initiiert, welche in der Tabelle der Datenbank nach dem eingegebenen Begriff sucht und nach Anzahl der gefundenen Begriffe pro Seite absteigend ordnet.

## Optionen

### Volltextsuche
Bei der (Voll-)Textsuche wird der Suchbegriff aus einer unstrukturierten, fortlaufenden Textdatei (HTML-Datei) gelesen und diese angezeigt.

### Mehrere Suchbegriffe
Man unterscheidet zwischen einer „Und-Suche (AND)“ und einer „Oder-Suche (OR)“. Bei der „Und-Suche“ werden nur Artikel gefunden, wenn alle Suchbegriffe einen Treffer ergeben (z. B.: bei „rot weiß“ wird nur der Artikel gefunden, in dem sich auch beide Begriffe befinden). Im Gegensatz dazu wird bei der „Oder-Suche“ jeder Artikel gefunden, der mindestens einen der Begriffe enthält.

### Sonstige Suchfunktionen
Um den Benutzer der Website das Finden eines Artikels so einfach wie möglich zu gestalten, gibt es bei einigen Websites Zielgruppen-orientierte Suchfunktionen wie z. B. eine Suche nach Farben oder Farbstimmungen. Dies erleichtert Benutzern von Onlineshops einen Gegenstand gemäß Farbwunsch zu finden. Diese so genannten Metadaten werden nämlich nicht im Text oder in der Beschreibung abgespeichert, sondern vom Shopbetreiber individuell jedem Artikel zugeordnet. Ein weiterer Anwendungsbereich ist die Suche nach „Gerüchen“ oder „Geschmacksrichtungen“.